# Cesta, Ajdovščina
Cesta este o localitate din comuna Ajdovščina, Slovenia.